# Роберто Бетега
Роберто Бетега (на италиански: Roberto Bettega) е италиански футболист-национал, нападател. Роден е на 27 декември 1950 г. в Торино. На 9-годишна възраст постъпва в детско-юношеската школа на „Ювентус“, като преминава през всички възрастови групи. Започва професионалната си кариера през 1968 г. във ФК Ювентус, където до 1983 г. е неговият най-силен период с 326 мача и 129 гола като през сезон 1969 – 1970 г. е преотстъпен на АС Варезе 1910, където изиграва 30 мача с 13 гола. Приключва състезателната си кариера през сезон 1983 – 1984 г. в канадския Торонто Бизард с 48 мача и 11 гола. В националния отбор на своята страна дебютира през 1975 г. до 1983 г. изиграва 42 мача с отбелязани 19 гола. Последното му участие за националния отбор на Италия е на 16 април 1983 г. срещу Румъния в Букурещ. На негово име е кръстен Естадио Роберто Бетега в Парагвай.
След края на кариерата си е поканен в управата на „Ювентус“. За него медиите твърдят, че е пръв приятел на Умберто Анели. Заема поста вицепрезидент на „Ювентус“ в началото на 90-те години. С Бетега се свързва и появата на Марчело Липи на треньорския пост и последвалите след това множество успехи в Италия и Европа.